# Рошкі-Лесьне
Рошкі-Лесьне (пол. Roszki Leśne) — село в Польщі, у гміні Соколи Високомазовецького повіту Підляського воєводства.
Населення — 31 особа (2011).
У 1975-1998 роках село належало до Ломжинського воєводства.

## Демографія
Демографічна структура станом на 31 березня 2011 року:
|          | Загалом | Допрацездатний вік | Працездатний вік | Постпрацездатний вік |
| -------- | ------- | ------------------ | ---------------- | -------------------- |
| Чоловіки | 19      | 1                  | 16               | 2                    |
| Жінки    | 12      | 1                  | 9                | 2                    |
| Разом    | 31      | 2                  | 25               | 4                    |